# Alegeri legislative în Rusia, 2007
Alegerile legislative din Rusia, au avut loc în data de 2 decembrie 2007. Au fost puse în joc 450 de locuri în Duma de Stat, Camera Inferioară, Adunarea Federală a Rusiei(Legislativul). Unsprezece partide au fost incluse în buletinul de vot, inclusiv cel mai mare partid al Rusiei, Rusia Unită, care a fost susținută de Președintele Rusiei, Vladimir Putin. Alegerile oficiale arată că Rusia Unită a câștigat 64,3% din voturi, Partidul Comunist Rus 11,6%, Partidul Liberal Democrat rus 8,1%, Rusia Justă a câștigat 7,7% și celelalte partide nu au obținut suficiente voturi pentru a ocupa locuri în Guvern. Deși au fost prezenți 400 de observatori electorali la secțiile de votare, alegerile au fost criticate la nivel internațional, în mare parte de țările occidentale, de mass media și de partidele de opoziție. Observatorii au afirmat că alegerile nu au fost fraudate, dar mass media a favorizat puterni partidul Rusia Unită. Organizația pentru Securitate și Cooperare în Europa și Adunarea Parlamentară a Consiliului Europei au susținut că alegerile au fost ”fraudate” în timp ce alte guverne străine și Uniunea Europeană au cerut Rusiei să ancheteze posibile încălcări. Comisia Electorală a răspuns că va cerceta acuzațiile. Kremlinul din Moscova a insistat pe faptul că votul a fost corect și a demonstrat stabilitatea politică a Rusiei.

## Regulament
Alegerile din 2007 au fost alocate exclusiv din lista de partid- reprezentarea proportională în conformitate cu o lege din 2005, la inițiativa președintelui Vladimir Putin. El a susținut că această lege ar consolida sistemul de partide prin reducerea numărului lor în Duma de Stat. La alegerile anterioare jumătate din locuri au fost ocupate folosind repartizarea proporțională iar cealaltă jumătate folosind Vot uninominal. Au fost primele alegeri parlamentare de la 1993 încoace unde lipsește opțiunea ”împotriva tutudor” de pe buletinul de vot și prima dată în care nu a existat o prevedere pentru numărul minim de alegători care trebuie obținut pentru ca alegerile să fie considerate valabile. Începând din 2007 au fost eliminate 225 de circumscripții uninominale. La alegerile din 2003, 100 din aceste locuri au fost ocupate de către independenți sau candidați ai partidelor minoritare. Toate locurile au fost atribuite prin reprezentare proporțională. Pragul de eligibilitate pentru a câștiga un loc a fost ridicat de la 5.0 la 7.0 %. În 2003 4 partide au depășit fiecare în parte pragul de 7,0 % din lista de vot și împreună, au câștigat 70,7 % din votul total ai Dumei.
Numai partidele înregistrate oficial au fost eligibile pentru a concura și partidele înregistrate nu au putut forma un bloc pentru a îmbunătăți șansele de a atinge pragul de 7,0%, cu prevederea că partidele din Duma trebuie să reprezinte cel puțin 60% din cetățenii participanți și că trebuie să fie cel puțin 2 partide în Duma. Au fost 11 partide elegibile pentru a participa la alegerea Dumei. Locurile au fost alocate indivizilor sau membrilor partidelor câștigătoare în concordanță cu rangul lor în partid. Orice membru care demisionează din partid pierde automat și locul din Duma. Câteva săptămâni înainte de alegeri, lederii partidului au luat parte la dezbateri moderate. Dezbaterile au fost televizate pe mai multe canale de stat. Fiecărui candidat i s-a dat oportunitatea de a-și prezenta agenda partidului și să atace adversarii cu întrebări( Rusia Unită a refuzat să participe la dezbateri pentru a primi mai mult timp pentru clipuri de promovare decât celelalte partide).
În Republica Cecenia a avut loc la aceiași dată un referendum constituțional.

## Partide

### Partide defalcate

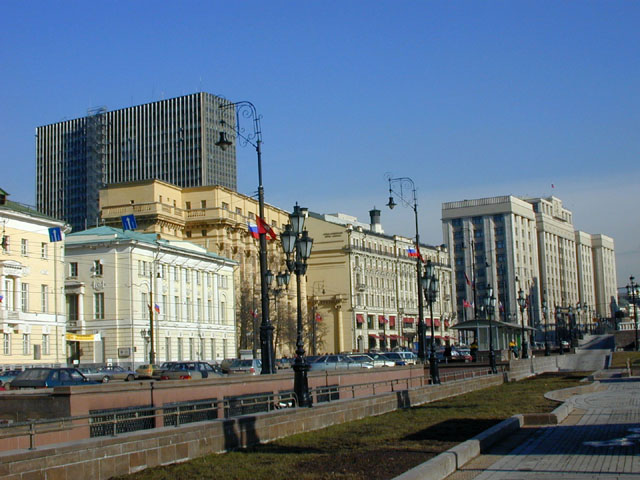
Duma de Stat (departe în dreapta), localizat lângă Manege Square

15 partide au fost eligibile pentru a participa la alegeri. La 13 septembrie 2007 ”Patrioții Rusiei” și ”Renașterea Rusiei” au creat o coaliție, rămânând doar 14 partide participante. Toate cele 14 partide au prezentat listele cu candidați la Comisia electorală Centrală. Comisia electorală a decis că ”Partidul Ecologic Rus (Verzii)” nu poate participa datorită semnăturilor falsificate(17%, mai mult decât pragul acceptat de 5%). Uniunea Națională a decis să susțină partidul comunist. 
Partidele incluse în buletinele de vot au fost:
1. Partidul Agrar Rus
2. Forța Cetățenilor
3. Partidul Democrat Rus
4. Partidul Comunist al Federației Ruse
5. Uniunea Forțelor de Dreapta
6. Partidul Justiției Sociale Rus
7. Partidul Liberal Democratic Rus
8. Rusia Justă
9. Patrioții Rusiei-Partidul Renașterea Rusiei(Coaliție)
10. Rusia Unită
11. Iabloko

Câteva partide au contestat alegerile. Cel mai mare și cel mai populat partid din Rusia este Rusia Unită și susține politicile lui Vladimir Putin. La data de 1 octombrie 2007, Putin a anunțat că ar ocupa primul loc pe listă în  Rusia Unită și că ar lua în considerare să devină Prim-ministru al Rusiei după alegeri. Alte partide pro-Kremlin care au trecut de pragul de 7%  includ noul partid Rusia Justă, condus de către Președintele Sovietul Federației Ruse Serghey Mironov, și Partidul Democratic Rus (în lista de candidați fiind inclus Andrei Lugovoi, căutat în Marea Britanie pentru uciderea lui Alexander Litvinenko, și ales ) au de asemenea politici similare președintelui Putin.
Cel mai mare partid de opoziție este partidul comunist Rus care și-a văzut participarea la vot tăiată în jumătate între 1999 și 2003. Cu toate acestea a ocupat al doilea loc cu peste 11% din voturi. Opoziția Democrația Liberă reprezentată pe piața liberă de Uniunea Forțelor de Dreapta, Iabloko și Puterea Civilă reprezentând ideologia liberală de dreapta, niciunul nu a ocupat locuri în Duma de Stat. 

### Observatori electorali străini
Organizația pentru Securitate și Cooperare în Europa(OSCEE) a planificat să trimită o echipă mare de observatori electorali în Rusia dar au sabordat planurile după ce au acuzat Moscova că a impus reguli stricte și a întârziat vizele observatorilor(oficialii ruși au negat acuzația). În consecință numai 400 de observatori străini de la organizațiile internaționale (330 dintre ei de la OSCEE) au fost trimiși să supravegheze 95.000 secții de votare din Rusia. Observatorii de la Shanghai Cooperation Organisation (China, Kazahstan, Kîrgîzstan, Tadjikistan și Uzbekistan)au supravegheat 30% secții electorale ale comisiilor din circumscripția electorală a orașului Moscova. Declarația organizației privind alegerile electorale ale Dumei este ”în districtele electorale supravegheate alegerile au fost legitime, libere și deschise și în conformitate cu cerințele legislației naționale ale Rusiei și cele internaționale.

## Rezultate

### Preliminarii
Conform Moscow Time la ora 02:00, 3 decembrie 2007, în jur de 47,14% din voturi au fost numărate. Patru partide au trecut de pragul de 7%: Rusia Unită 63,2%, Partidul Comunist al Federației Ruse  11,5%, Partidul Liberal Democratic Rus 9,1%, Rusia Justă 7,8%, Partidul Agrar Rus 2,5%, Iabloko 1,5%, Uniunea Forțelor de Dreapta 1,1%, Puterea Civilă 1%, Patrioții Rusiei 0,9%,  Partidul Justiției Sociale 0,2% și  Partidul Democratic Rus 0,1%. Acestea au fost în concordanță cu sondajele de opinie făcute de VTsiOM, care a prezis 61%, 11,5%, 8,8%, 8,4%. Sondajele de opinie făcute de Fundația Opinia Publică au arătat rezultate similare: 62,3%, 11,8%, 8,4%, 8,3%.

### Rezultate oficiale
Rezumatul alegerilor pentru Duma Rusă din data de 2 decembrie 2007
| Părțile și coalițiile | Voturi      | %      | +/-    | Locuri | +/- |  |
| Rusia Unită (Единая Россия, Edinaya Rossiya)                                                                                        | 44714241    | 64.30  | +26.73 | 315    | +92 |  |
| Partidul Comunist al Federației Ruse (Коммунистическая Партия Российской Федерации, Kommunističeskaya Partiya Rossiyskoy Federacii) | 8,046,886   | 11.57  | -1.04  | 57     | +5  |  |
| Partidul Liberal Democratic Rus (Либерально-демократическая Партия России, Liberal'no-demokratičeskaya Partiya Rossii)              | 5,660,823   | 8.14   | -3.31  | 40     | +4  |  |
| Rusia Justă (Справедливая Россия, Spravedlivaya Rossiya)                                                                            | 5,383,639   | 7.74   | +7.74  | 38     | +1  |  |
| Partidul Agrar Rus (Аграрная Партия России, Agrarnaya Partiya Rossii)                                                               | 1,600,234   | 2.30   | -1.33  | --     | -2  |  |
| Iabloko (Российская Демократическая Партия "Яблоко", Rossiyskaya Demokratičeskaya Partiya "Yabloko")                                | 1,108,985   | 1.59   | -2.71  | --     | -4  |  |
| Puterea Civilă (Гражданская Сила, Grazhdanskaya Sila)                                                                               | 733,604     | 1.05   | +1.05  | --     | 0   |  |
| Uniunea Forțelor de Dreapta (Союз Правых Сил, Soyuz Pravych Sil)                                                                    | 669,444     | 0.96   | -3.01  | --     | -3  |  |
| Patrioții Rusiei (Патриоты России, Patrioty Rossii)                                                                                 | 615,417     | 0.89   | +0.89  | --     | 0   |  |
| Partidul Justiției Sociale (Партия социальной справедливости, Partiya Sotsial'noy Spravedlivosti)                                   | 154,083     | 0.22   | -2.87  | --     | 0   |  |
| Partidul Democratic Rus (Демократическая Партия России, Demokratičeskaya Partiya Rossii)                                            | 89,780      | 0.13   | -0.09  | --     | 0   |  |
| Buletine de vot valide | 68,777,136  | 98.91  |        |        |     |  |
| Buletine de vot invalide | 759,929     | 1.09   |        |        |     |  |
| Total(participare 63,71%) | 69,537,065  | 100.00 | 0      | 450    | 0   |  |
| Alegători | 109,145,517 |        |        |        |     |  |

Rezultatele sunt în mare parte asemănătoare cu cele de la ”Alegeri legislative în Rusia, 2003”.Partidul de guvernământ Rusia Unită (de centru), Partidul Comunist al Federației Ruse și naționaliștii LDPR (de stânga) au trecut pragul din nou; Rusia Justă a ocupat locul lui Rondina, absorbind mulți din membrii săi și electoratul acestuia. Rusia Unită și-a păstrat poziția de lider obținând din nou o supermajoritate (mai mult de 2/3 din locuri) care îi permite să aducă modificări la Constituția Federației Ruse.

### Rezultatele  regionale
Deși Rusia Unită a devenit partidul lider în fiecare regiune a Federației Ruse, rezultatele alegerilor variază considerabil. În timp ce în zonele metropolitane ale Moscovei și Sankt Petersburg-ului cu o rată de participare de 50-55% , Rusia Unită a primit în jur de 50% din voturi, în republicile naționale, în special Caucazul de nord, au adus un aport mult mai solid partidului de guvernământ.
Conform rezultatelor oficiale, cea mai mare rată de participare a fost în Cecenia de 99,5%, dintre care 99,36% din voturi au fost pentru Rusia Unită. Liderul cecen pro-Moscova, Ramzan Kadirov a promis public că va obține un procentaj de 100% din voturi pentru Putin. În republica vecină Ingușetia rezultatele oficiale au arătat de asemenea că  99% din populație  au votat, dintre care, aproape toți pentru Putin. Alegerile de aici au fost precedate de mari proteste de masă împotriva guvernului și observatorilor sugerând că, de fapt, doar 8% din populație au votat acolo.

## Critică

### Critica internă

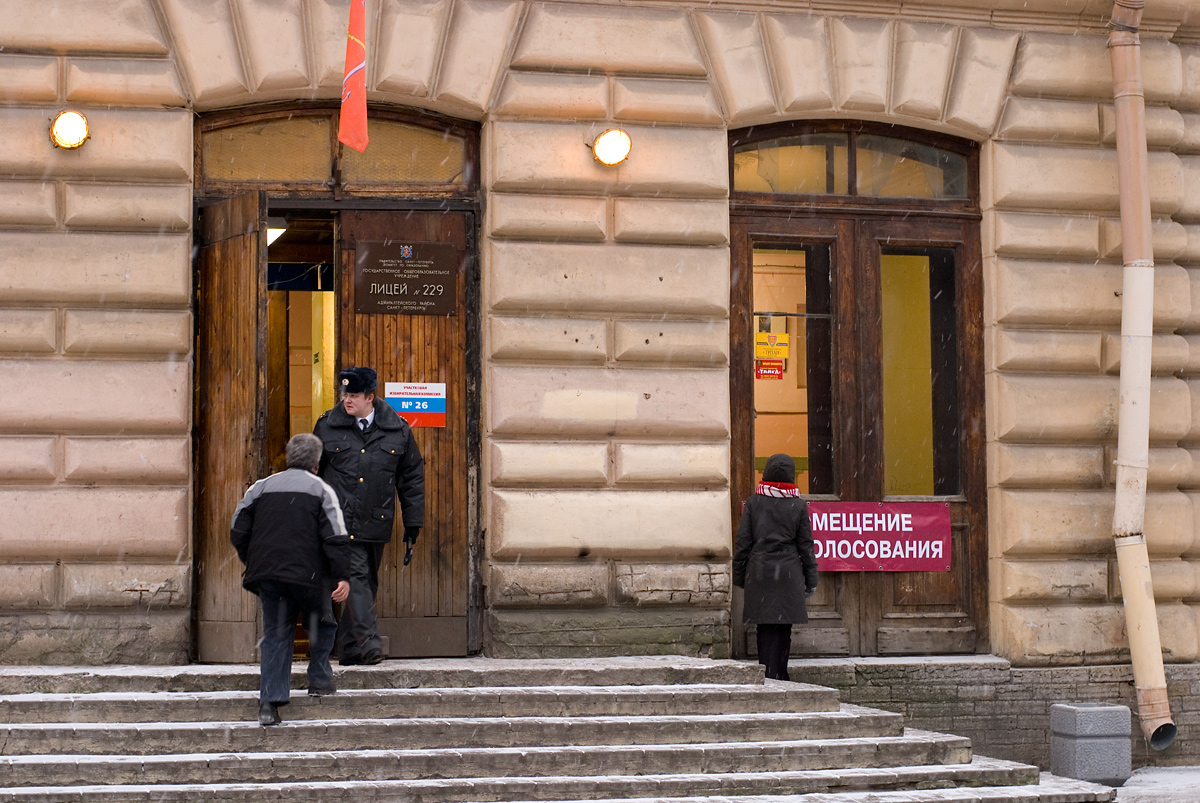
Premise ale votului în Sankt Petersburg

Partidele de opoziție și unii observatori independenți au raportat abuzuri pe scară largă, cum ar fi părtinire din partea mass-mediei ruse, dare de mită alegătorilor, constrângerea lucrătorilor și a studenților pentru a vota cu Rusia Unită. Cu toate acestea criticii sunt de acord că Rusia Unită ar fi câștigat alegerile, indiferent  dacă alegerile ar fi fost corecte sau nu.
Alexander Kynev, un analist politic care deține organizația Golos, a decalarat că ”am văzut o campanie de presiuni fără precedent asupra alegătorilor”. Golos a declarat că a primit mai mult de 3000 de rapoarte de abuz pe o linie telefonică specială. Golos a făcut publică o analiză de 1239 plângeri depuse în timpul alegerilor. Potrivit raportului, 23% din plângeri implicau funcționari si polițiști care împiedicau activitatea observatorilor electorali, 22%  implicau campanii ilegale, 15%  implicau manipulări ale listelor electorale, 11% implicau presiuni asupra alegătorilor și 9% implicau încălcări ale reglementărilor privind intimitatea alegătorului.
Partidul Comunist Rus a declarat că cei 300.000 de observatori ai săi au identificat în jur de 10.000 de încălcări, printre care falsificarea în masă a votului în Caucaz, Republica Daghestan. Liderul Partidului Comunist, Ghennadi Ziuganov, a convocat o conferință de presă pentru a critica rezultatele oficiale. Jurnalistul Grigory Belonuchkin, delegat ca fiind observator al CPRF în Regiunea Moscova, susține că mai mulți președinți ai secțiilor de votare au încercat să falsifice rezultatele în timpul transmiterii acestora comisiilor superioare, cu o situație a voturilor în favoarea Rusiei Unite.
Liderul Partidului Iabloko, Grigory Yavlinski a declarat: ” Rezultatele acestor alegeri nu au fost înumarate, nu au fost analizate, nu au fost centralizate. Acestea au fost comandate”. De asemenea el a emis un avertisment pentru susținătorii Partidului Iabloko: ”Aveți grijă. Intrăm într-o perioadă în care, dacă ceva se întampla, nu va mai fi cale de întoarcere. Un Sistem monopartit se pune în picioare în așa fel încât, nu va fi justiție, nu va fi lege, nici o cale de apărare de orice fel.”
Partidul Comunist, Iabloko și Uniunea Forțelor de Dreapta au în vedere depunerea unei plângeri în comun la Curtea Supremă rusă împotriva rezultatelor oficiale ale alegerilor Dumei. Părțile, de asemenea, au declarat că vor  apela, probabil, rezultatele alegerilor la Curtea Europeană a Drepturilor Omului, chiar dacă exista depusă incă o plângere din partea  Iabloko pentru alegerile din 2003.
Vladimir Jirinovski ( pro-Kremlin) s-a plâns de falsificarea votului în mai multe regiuni unde ultranaționalistul Partid Liberal Democratic al său a obținut cele mai slabe rezultate din țara, bănuind doar autoritățile locale.
Fostul campion mondial de șah Gari Kasparov, care conduce mișcarea de opoziție ”Cealaltă Rusie”, a respins alegerile ca fiind ”o fraudă încă de la început”. Kasparov, care a petrecut cinci zile în închisoare în săptămâna dinaintea alegerilor pentru inițierea unui marș neautorizat, a declarat că va depune o coroană de flori pentru a plânge moartea democrației ruse. Fostul Prim-ministru al rusiei Mihail Kasianov a spus de asemenea că alegerile au fost nelegitime.” Nu exista nici o îndoială că aceste alegeri sunt fraudate. Sunt necinstite și neloiale. Rezultatul este că acest parlament este ilegal”, a spus el.
Vicepreședintele Comisiei Electorale Centrale a Rusiei, Nikolai Konkin, a declarat că ”toate plângerile și acuzațiile vor fi atent examinate” promițând să răspundă în următoarele zile. Deja pe 3 Decembrie, purtătorul de cuvânt al Kremlinului a declarat la CNN  că plângerile sunt ”nefondate”. De asemenea acesta a declarat că nu are nici un dubiu privind alegerile din Cecenia. Președintele Putin însuși a descris alegerile ca fiind ”cinstite, cât mai transparent posibil și deschise” alegeri ca ” un bun exemplu de stabilitate politică internă”.
La mijlocul lunii decembrie, jurnalista ziarului New Times (Rusia), Natalia Morar, a publicat articolul ”Fondurile secrete ale Kremlinului”, articol în care ea a pretins că partidele politice din Rusia, sunt finanțate dintr-un fond secret. După acest eveniment Nataliei Morar, cetățean din Republica Moldova și rezident permanent în Rusia, i s-a interzis să intre în Federatia Rusă. Federația Internațională a Jurnaliștilor a solicitat organismelor europene să investigheze cazul.  Uniunea Jurnaliștilor din Rusia a condamnat, de asemenea, pedepsirea prin deportare a  Nataliei Morar.
Pentru a protesta față de rezultatele oficiale ale alegerilor (în conformitate cu care 98,4% din alegători au participat la alegeri, și 99,2% dintre ei au votat pentru Rusia Unită), alegătorii din Republica Ingușetia au colectat în scris și semnat 87340 de declarații de la persoanele adulte care nu au votat, în 10-01-2008.  Acesta este 54,5% din totalul electoratului republicii.

### Rezultatele alegerilor în instanță
La data de 19 martie 2008 instanța din orașul Dolgoprudnîi, Regiunea Moscova a început audierile privind falsificarea rezultatelor alegerilor în două raioane ale orașului. În special reclamanții, reprezentanți ai Partidului Comunist din Federația Rusă, Rusia Justa și Iabloko susțin că rezultatele Rusiei Unite au fost în mod artificial a crescute de la 54,4% la 82,4%. Potrivit reclamanților falsificări  de magnitudini similare au fost înregistrate în toate cele opt districte din Dolgoprudny. Dacă afirmația va fi găsită a fi adevărată Comisia Electorală Centrală ar trebui să modifice rezultatele finale naționale și de asemenea, trebuiesc începerea urmăririi penale împotriva funcționarilor electorali din Dolgoprudny, cu pedeapsa posibilă de până la patru ani de închisoare.

## Critici externe

### Instituțiile Europene
Potrivit unei declarații comune provenind de la Organizația pentru Securitate și Cooperare în Europa (OSCE) și Consiliul Europei, alegerile din data de 2 decembrie  "nu au fost corecte și nu au reușit să îndeplinească mai multe condiții și  standarde privind alegerile democratice  ale OSCE și ale Consiliului Europei ". Conform declarației,
În general, alegerile au fost bine organizate și observatorii  au observat îmbunătățiri tehnice semnificative. Cu toate acestea, alegerile au avut loc într-o atmosferă ce a limitat grav concurența politică, cu abuzuri frecvente din partea resurselor administrative, mass-mediei puternic în favoarea partidului de guvernământ, și cu un cod electoral al cărui efect cumulativ a împiedicat un pluralism politic. Nu a fost o egalitate la nivel politic în Rusia, în 2007.
Parlamentarul suedez Goran Lennmarker, care a condus echipa  OSCE, s-a declarat dezamăgit de procesul electoral și a spus: "Nu au fost alegeri corecte".
Parlamentarul finlandez Kimmo Kiljunen, vicepreședintele Adunării Parlamentare al  OSCE și un  membru al misiunii de monitorizare al alegerilor din Rusia, a pus la îndoială acuratețea rezultatelor alegerilor raportate în Cecenia  într-un interviu pentru un post de radio rus, spunând că este "imposibil ca toti alegători să vină să  voteze pentru unul și același partid ". Comentând pe experiența sa personală, la cele 10 de secții de votare pe care le-a supravegheat, el a spus "în general din  punctul meu de vedere, ceea ce sa întâmplat ieri au fost alegeri normale și în sens tehnic s-a lucrat bine ". El a mai spus că „alegerile au fost făcute într-un stil rusesc - Nu pot spune dacă sunt democratice sau nu - nu pot analiza  acest aspect".
Potrivit agenției de știri ruse RIA Novosti, Igor Borisov de la Comisia Electorală Centrală a declarat că afirmațiile Consiliului Europei si OSCE sunt nefonfate și că acestia nu au primit nici un raport oficial din partea acestor organizații. Președintele Comisiei Electoreale Centrale, Vladimir Churov a respins criticile monitorilor electorali externi ca fiind ”motivate politic și subiective”.

### Guverne străine
CehiaRepublica Cehă a declarat că, campania electorală "nu este conformă  cu standardele democratice".
 Uniunea EuropeanăUE și-a exprimat  de asemenea  preocupările sale, prin Comisarul European pentru Relații Externe și Politica Europeană de Vecinătate , Benita Ferrero-Waldner, care susține  faptul că „a văzut unele încălcări ale drepturilor fundamentale, în special libertatea de exprimare”. Un purtător de cuvant al Comisiei Europene a declarat că "suntem conștienți de acuzațiile evidente aduse alegerilor. Acestea vor trebui să fie evaluate de către organismele specializate  din Rusia, și vom monitoriza acest lucru îndeaproape" , Graham Watson din partea Parlamentului European a declarat că votul a dovedit că președintele Vladimir Putin este "un populist  cu capcanele unui dictator .... El este în aceeași categorie cu Hugo Chávez , dar ... mai periculos. "  Declarația finală a UE:

au existat multe rapoarte și acuzații de restricții mass-media, precum și hărțuire a partidelor de opoziție și organizațiilor non-guvernamentale în perioada premergătoare alegerilor și în ziua alegerilor, și că procedurile din timpul campaniei electorale nu au respectat standardele internaționale și angajamentele asumate în mod voluntar de Moscova. UE speră că investigațiile va clarifica aceste acuzații.

 FranțaFranța a cerut Rusiei să investigheze presupusele încălcări. Cu toate acestea  președintele Nicolas Sarkozy l-a telefonat pe Putin pentru al felicita pentru victoriea sa, fapt care a atras proteste din partea grupurilor de dreapta și la pus în conflict cu cel mai apropiat aliat, Germania și alte guverne UE.
 GermaniaGuvernul german a afirmat că "Rusia nu a fost o democrație și Rusia nu este o democrație" și a cerut ca Rusia să adopte politica multi-partid . Cancelarul  Germaniei , Angela Merkel, și ministrul de Externe al Germaniei, Frank-Walter Steinmeier, ambii au criticat alegerile din Rusia. Ruprecht Polenz, care conduce Comitetului pentru Afaceri Externe al parlamentului  german, a declarat că votul rus nu a fost "ceea ce am numi alegeri democratice" și a precizat că "nu știm ce fel de Rusia vom avea mâine ". Purtătorul de cuvânt al guvernului german a declarat: "Măsurată după standardele noastre, acestea nu au fost alegeri libere și corecte, ele nu au fost alegeri democratice."
 ItaliaPreședintele Consiliului de Miniștri al Italiei , Romano Prodi, a negat declaratia  Kremlinului,cum că  l-a sunat pe  Putin să-l felicite pentru succesul său de partid.
 PortugaliaPreședinția Portugaliei a susținut că ”nu au respectat standardele internaționale și angajamentele”.Președinția a căutat sa ajungă la un acord  între statele membre în Consiliul Uniunii Europene pe o declarație comună dar a fost greu să se aungă la un consesns, în cele din urmă mustrând ușor guvernul rus.
 Regatul UnitOficiul Externelor si Bunastării a declarat că neregulile votului  ", dacă este dovedit a fi  adevarate , ar sugera că alegerile din Rusia nu au fost nici libere, nici corecte".
 Statele Unite ale AmericiiPurtătorul de cuvânt al Consiliului Național de Securitate și a Casei Albe, Gordon Johndroe a declarat:” Primele rapoarte din Rusia includ incălcări ale alegerilor. Am să îndemn autoritațile ruse să investigheze aceste acuzații. Președintele George W. Bush și administrația sa și-au exprimat îngrijorarea în convorbirile telefonice cu Putin.